# فرانكو نيل
فرانكو نيل (بالإسبانية: Franco Niell)‏ (22 مايو 1983 بتريليو في الأرجنتين - ) هو لاعب كرة قدم أرجنتيني في مركز الهجوم. لعب مع أرجنتينوس جونيورز وجيمناسيا لابلاتا ودي.سي. يونايتد وروزاريو سنترال وسوسيداد ديبورتيفو كيتو ونادي فيغورينسي ونادي كيريتارو.

## روابط خارجية
- فرانكو نيل على موقع الدوري الأمريكي (الإنجليزية)
- فرانكو نيل على موقع قاعدة بيانات كرة القدم.إي يو (الإنجليزية)
- فرانكو نيل على موقع Soccerway.com (الإنجليزية)
- فرانكو نيل على موقع عالم كرة القدم.نت (الإنجليزية)